# Periporphyrus celaeno
El picogrueso cuellirrufo o picogrueso acollarado (Periporphyrus celaeno) es una especie de ave paseriforme de la familia Cardinalidae endémica de México.
De poco más de 20 cm de longitud, con dimorfismo sexual. Los machos son de plumaje negro con una especie de "chaleco" rojo brillante que comprende la parte posterior del cuello, los flancos del pecho y el vientre. En las hembras y los machos inmaduros, el color verduzco sustituye al rojo. El pico de todos los individuos es negro y grueso.
Estas aves residen en bosques tropicales con abundantes arbustos de la vertiente del Golfo de México, en el sur de Nuevo León, La Huasteca y hasta el norte de Puebla.
Parece haber algunos registros accidentales en Texas, Estados Unidos.